# Capitoli di Doraemon
Questa è la lista dei capitoli di Doraemon, manga realizzato da Fujiko F. Fujio. 
In Italia il manga è stato pubblicato da Star Comics dal 18 aprile 2005 al 19 settembre 2005, in sei volumi tematici non corrispondenti alla suddivisione adottata in Giappone.

## Doraemon
| Nº | Titolo italiano | Data di prima pubblicazione | Data di prima pubblicazione |
| Nº | Titolo italiano | Italiano                    |                             |
| 1  | Tutti hanno un cuore - Doraemon | 14 marzo 2005               |                             |
| 1  | Capitoli - Le avventure di Nobita e Shizuka - La bambina dalle scarpette rosse - La sposa di Nobita - Il parasole dell'amore - Il catalogo delle girlfriend - La spilla prova-coppie - Il romanzo della montagna innevata - Il bracciale chiama-spiriti - Yumeko Nijitani - La vigilia delle nozze di Nobita - Il lega-filo - Addio, Shizu-chan! - Casa dolce casa con Shizu-chan - Shizu-Chan dentro l'uovo - Il cerchio dell'amicizia - Alla riconquista di Shizu-chan - La storia del papà e della mamma di Nobita - Missione proposta di matrimonio - Nobita scomparirà? - Le storie di Doraemon - Mi piaci da… "miaorire"! - La bellissima Mi-chan - Doraemon innamorato - Un addio dalla finestra - Commento - Io & Doraemon – Le passioni d'infanzia                                                                                      |                             |                             |
| 2  | Zero in condotta - Doraemon | 15 marzo 2005               |                             |
| 2  | Capitoli - Zero in condotta - Ho preso 100 a scuola per la prima volta nella mia vita! - Il memorizzapane - Il grande senso del dovere del portafortuna polivalente - La passeggiata della felicità - Uno peggiore di me - Incredibile! Nobita ha preso 100! - La bandiera con il simbolo della verità ha sempre ragione - La “bomba dell'uguaglianza - La nazione sotterranea di Nobita - Anche Nobita può diventare un genio? - Arriva Gakkokamen! - Sogniamo bene con il riversasogni - Il filo doppiatore - I brutti voti di Nobita - Fuga da casa - Fuga sull'isola deserta - La porta per la stanza che non c'è - La lunga fuga da casa di Nobita - La divertente fuga con la pianta del parassita - Ricostruiamo l'albergo in rovina! - Il figlio di Nobita scappa di casa - Commento - Il bambino stanco e la voglia di scappare di casa |                             |                             |
| 3  | Niente è impossibile - Doraemon | 13 aprile 2005              |                             |
| 3  | Capitoli - La grande alluvione - Il bandito del futuro - Ho trovato uno Tsuchinoko! - Il gadget in omaggio tra cento anni - La macchina che addestra i piloti spaziali - Ciao, extraterrestre! - Il pianeta del contrario - La macchina chiama ufo - Guerre stellari nel sottotetto - La notte sul treno della Via Lattea - Il gioco dell'oca dell'esplorazione spaziale - Vai, Nobitaman! - Sono salito in groppa a un unicorno - Giochiamo agli esploratori spaziali! - La luce secca sotterranea - I gulliver indesiderati - Il biglietto d'ingresso per Favolandia - Commento - Storie di spazio e di futuro |                             |                             |
| 4  | Sei un vero amico - Doraemon | 10 maggio 2005              |                             |
| 4  | Capitoli - Torna in vita, pero! - Lo zio e l'elefante - Le carpe volanti - Fuuko il tifone - Addio, Doraemon! - Il ritorno di Doraemon - I gatti entrano in affari - Doron… Pa! - Il soffione va - L'aiutil - La spiritacqua di colonia - Lo specchio visore - Il paese di Ichi, cane randagio - Dove vanno le formiche alate - La capanna per gli animali selvodomestici - Addio, Kiibo! - Il fiume dove nuota il sake - Commento - La filosofia dell'amicizia |                             |                             |
| 5  | Risate a crepapelle - Doraemon | 10 giugno 2005              |                             |
| 5  | Capitoli - Il rovesciastecco - La neve che scotta - Il foulard del tempo - Sopra-sotto - I poli adesivi - Il gas melodico - Lo scorda-martello - La muta - L'esper-cappello - Piano piano, lesto lesto - Il topo e la bomba - La gomma di Nopperabo - L'accendino teatrale - La casa-chiocciola è davvero comoda! - Un discorso molto toccante - La stella dei desideri - Che vita movimentata con il gas drammatico! - Il sedere di Suneo è scomparso! - Il pesce pilota - La storia della pietra affezionata - La fonte della verità - Commento - L'arte raffinata di Fujiko F. Fujio |                             |                             |
| 6  | Che fifa blu - Doraemon | 18 luglio 2005              |                             |
| 6  | Capitoli - Il grande oracolo – Il giorno della fine del mondo - Il Giappone spazioso - La carta del diavolo - Il calendario capriccioso - La testa delle Gorgone - Il moltiplichin gocce - Il nuotatoio da camera - Il timer delle cento sofferenze - Nobita perde la via di casa-chiocciola - La macchina sezionatrice - Il terrificante diario anticipato - Una storia di disastri - Il realizza-cuscino - La macchina per creare le persone - Il Nobita all'interno dello specchio - Il cappello di pietra - Lucky gun - La maledizione della macchina fotografica - Caccia all'ombra - Il kit perfetto per leggere la mano - Il passaporto del diavolo - Commento - Guida ai pensieri paurosi |                             |                             |

## Doraemon - Raccolta di episodi a colori
| Nº | Titolo italiano | Data di prima pubblicazione         | Data di prima pubblicazione             |
| Nº | Titolo italiano | Giapponese                          | Italiano                                |
| 1  | Doraemon – Raccolta di episodi a colori 1 | 17 luglio 1999 ISBN 4-09-149571-0   | 22 febbraio 2017 ISBN 978-88-226-0431-6 |
| 1  | Capitoli - I berretti volatili - Il camaleon-tè - Il fagiolo magico - La torcia dei giochi di parole - I pantaloni carro armato - La targa trasformante - Il braccio invisibile - Il gessetto a levitazione magnetica - L'aspira-contenuto - Il libro-diorama per allevare animali - Il controlla-mare - La supermaxilente - Il genera-trampolini - Il telefono coi fili senza fili - La corda della fonte dell'età - Lo specchio del mondo a rovescio - Il distintivo delle storie - I geni fumosi - La macchina inverti-cose - Il Butterbutterfly - Extra - Il segreto del blu di Doraemon                                       |                                     |                                         |
| 2  | Doraemon – Raccolta di episodi a colori 2 | 28 ottobre 1999 ISBN 4-09-149572-9  | 22 marzo 2017 ISBN 978-88-226-0432-3    |
| 2  | Capitoli - La High Real Paper - Il senzombrello - Il provvedi-ombra - La tazza allunga-restringi - La cornice giardino in miniatura - L'ombrello scaccia guai - Il fotoscopio - La sassovernice - La pistola risucchiapeso - Il parlafoto - I sigilli da sonnellino - Le carte da divinazione - Le forbici magiche - Lo specchio magico - Il robot-copia - Lo svelacontenuto - L'aquilone sollevante - Il gessetto cambiadata - La barca da giardino - Il pallo-trasporto - Extra - Quale anno delle elementari frequenta Nobita?                                                                                                  |                                     |                                         |
| 3  | Doraemon – Raccolta di episodi a colori 3 | 8 marzo 2000 ISBN 4-09-149573-7     | 26 aprile 2017 ISBN 978-88-226-0563-4   |
| 3  | Capitoli - La tintura ingrandente - Il cerotto riparante e il cerotto guastante - La mini stazione televisiva - Il chiusky della minirealtà - Il pilota qualunque cosa - I dango dell'aiuto - I bastoncini del ragno d'acqua - Il marionetter - L'olio dolorifico - La lanterna magica della realtà - Il radiocomando universale - La penna buco nero - La lampada scegli genio - I copridita bestiali - I vestiti robotici - La macchina fotografica dell'esagerazione - La bacchetta degli oggetti inanimati - La buca dei sogni - La carta del percorso - Il pettine soffione - Extra - Spiazzo con le tubature, per l'eternità |                                     |                                         |
| 4  | Doraemon – Raccolta di episodi a colori 4 | 25 dicembre 2000 ISBN 4-09-149574-5 | 24 maggio 2017 ISBN 978-88-226-0582-5   |
| 4  | Capitoli - Il pennarello vitalizzante - Il parasgridate - Il semaforo tascabile - Il liquido camminapiante - La teca radunante - Lo spray scorrevole - Giocare coi tifoni - La TV-radiocomando - Le etichette del proprietario - Il set animalesco - Il kit per le nuvole da neve - Lo specchio sostitutore - La torcia delle immagini - Il kit mezzi di trasporto - La cipensoio - Lo spray scaglia cose - Il berretto crea cose - Il cibo per nuvole d'oro - La pistola sbirciante - L'ascensometro - Extra - Sogni, gag, emozioni… Doraemon e i suoi "molti colori"                                                             |                                     |                                         |
| 5  | Doraemon – Raccolta di episodi a colori 5 | 25 marzo 2005 ISBN 4-09-149575-3    | 28 giugno 2017 ISBN 978-88-226-0602-0   |
| 5  | Capitoli - Doraemon venuto dal futuro - I fantasmi deboli - Un bagno indimenticabile - La pulce solletichina - Il nendoron - Il sacchetto dell'influenza - La Robot Car - Il seme natalizio - Lo schermo traente - I farmaci mirabolanti - La vernice dell'invisibilità - L'ultraring - La plastinuvola - Il collirio dei poteri mentali - L'elmetto dell'autostima - Il pastello della realtà - Il campeggio - La macchina del tempo - Il martello fabbrica-stelle cadenti - Extra - Anno 1970, nasce Doraemon! |                                     |                                         |
| 6  | Doraemon – Raccolta di episodi a colori 6 | 2 settembre 2006 ISBN 4-09-140248-8 | 26 luglio 2017 ISBN 978-88-226-0643-3   |
| 6  | Capitoli - Il rilevatore di tesori - Il filo di ragnatela - Sconfiggiamoli col radiocomando - La plastilina fluttuante - Il parco miniauto - La straordinaria casa di carta - I pennarelli vegetali - La corda tuttofare - Il mangime della vivacità - Le scarpe circensi - Il pendolo ipnotico - I guanti dell'aria - Il cuoci-nuvole - La ultrasuper batteria - I patroller - La crema Dombura - Il determinapercorsi - Spesa con le foglie degli alberi - Il cerchietto di Goku - Il teatrino delle marionette automatiche - Extra - L'espansione delle edizioni in volume di Doraemon!                                         |                                     |                                         |